# 出欠
出欠（しゅっけつ）とは、出席と欠席、あるいは出勤と欠勤のことを表す。一般に、学校や授業、あるいは会社、会議、会合等で「出欠をとる」というと、登校・出勤・参加状況などの把握のことを意味する。
特に学校や会社等での出欠確認は、遅刻・欠席・早退の把握が主である。こうしたデータは評価や成績、給料などに反映される。

## 出席と欠席の定義

### 出席
出席（しゅっせき）とは、学校などに出ることをいう。公務員（国家公務員・地方公務員）や会社員、団体職員などの場合は出勤（しゅっきん）ということが多い。このとき、開始時刻より遅れて出席することを遅刻（ちこく）、終了時刻より早く退出することを早退（そうたい）という。厳密に「出席」とは開始時刻から終了時刻まで出ていたことを指し、遅刻・早退はこれに含まない。しかし、出席人数を計算する際には、遅刻者と早退者を含んで考えるのが普通である。

### 欠席
欠席（けっせき）とは、学校や会社などを休むことをいう。ただし、親族等に不幸があり、その葬儀のために学校や会社などを休むことは忌引といい、欠席とは分けて考えるのが一般的である。また、学校等においては、性行に不良があるもしくは学校感染症にかかったなどの理由で登校しないことを出席停止といい、欠席と分けて考える（学校感染症による場合には医師の診断書が必要になることもある）。また、部活動の大会参加や校外で実習を行うなど、学校等で公式に認められた活動が理由で授業に出られない状態または、欠席した（またはする予定の授業）を他クラス・他日程で受けることを公欠（こうけつ）と呼ぶことがあり、一般に出席扱いとされる。公欠は会社等における出張と同様の概念と考えて差し支えない。

## 学校での出欠
小学校・中学校・高等学校など、ホームルームのある学校では、一般に朝の学級活動の時間に、教室で学級担任が出席簿に記録することで児童・生徒の出欠確認を行う。大学・短期大学などのホームルームを持たない学校では、各授業において、呼名や出席カード等の提出物などにより学生の出欠確認を行う。各授業での出欠確認は、中学校や高等学校などの、教科担任制を導入している学校でも行われている。
長期欠席については、「不登校」を参照。

## 会社等での出欠
会社等での出欠確認は、タイムカードの打刻や出勤簿への押印、あるいは呼名などにより行われている。

## 結婚式・同窓会等での出欠
結婚式の招待状の返信ハガキを送る際には、出欠のどちらかに○を付ける以外に、「御」など自身に対する敬称を筆記具で二重線で消すことが常識的という意見がある。祝い事なため、「寿」の字を上から書くことで消すという手法もあるが、文字が重なって汚く見えてしまうという指摘もある。